# Eurhynchiella afrostrigosa
Eurhynchiella afrostrigosa là một loài Rêu trong họ Brachytheciaceae. Loài này được (Müll. Hal.) M. Fleisch. mô tả khoa học đầu tiên năm 1923.